# Kevin Nash
Kevin Scott Nash (Detroit (Michigan), 9 juli 1959) is een Amerikaans acteur en professioneel worstelaar.
Als worstelaar worstelde Nash onder verscheidene ringnamen, maar hij is vooral bekend onder zijn echte naam bij World Championship Wrestling (WCW), Total Nonstop Action Wrestling (TNA) en World Wrestling Federation/Entertainment (WWF/WWE) waar hij ook tijdelijk bekend was als Diesel. Met deze drie grote worstelorganisaties veroverde Nash 21 worstelkampioenschappen waarvan zes wereldkampioenschaptitels.
In 1991 maakte Nash zijn filmdebuut in de film Teenage Mutant Ninja Turtles II: The Secret of the Ooze waar hij de rol speelde als Super Shredder. In 1992 maakte hij zijn televisiedebuut en verscheen op Swamp Thing als Quixo.

## Jonge jaren
Nash ging naar de Universiteit van Tennessee, alwaar hij psychologie studeerde. Op de universiteit was hij een speler in het basketbalteam "Tennessee Volunteers". Hij speelde voor het team van 1979 tot 1980, met als hoogtepunt de NCAA Sweet 16. Maar in die periode kwam Nash vooral in aanvaring met zijn coach Don Devoe.
In 1980 maakte de Universiteit van Tennessee bekend dat Nash niet meer voor de Volunteers zou spelen. Nash probeerde hierna alsnog een transfer in de wacht te slepen bij de Bowling Green State University in Bowling Green, Ohio. Later bedacht hij zich en besloot naar een school in Duitsland te gaan. Zijn basketbalcarrière kwam abrupt ten einde na een blessure.
Na zijn basketbalcarrière schreef Nash zich in bij het 202de Militaire Politie district in Gießen. Hij werkte nadien twee jaar voor een NAVO-facility, en was inmiddels gepromoveerd tot specialist.

## Worstelcarrière

### Eerste run in WCW
Nash debuteerde in World Championship Wrestling (WCW) als een orange mohawked "Steel", als lid van de minder bekende tag-team "Master Blasters". Zijn partner was tijdens die periode "Iron", die iets later vervangen werd door "Blade". Na een minder succesvol jaar in WCW werd het team gestopt.
Begin mei 1991 wisselde Nash de gimmick "Steel" voor het karakter "Oz" gebaseerd op het boek Wizard of Oz. Met Merlin The Wizard aan zijn zijde pushte WCW Kevin Nash hard en hij squashed verschillende worstelaars tot hij verloor van Ron Simmons op The Great American Bash op 14 juli 1991.
Oz worstelde vanaf dan in de low midcard en zou vanaf begin 1992 terug hernoemd worden als Vinnie Vegas. Vegas vormde een stable (gevormd door Harley Race) met Vader en Mr. Hughes. De stable ging uit elkaar in februari 1992 en Vegas vormde dan met Scotty Flamingo (later "Raven") en The Diamond Studd (later Scott Hall) een tag team die werd bijgestaan door DDP.
Toen Flaminog en Studd de stable verlieten, spanden Page en Vegas amen in “The Vegas Connection”. Toen dit team begin 1993 opsplitste, verliet Nash de WCW.

### Eerste run in WWF

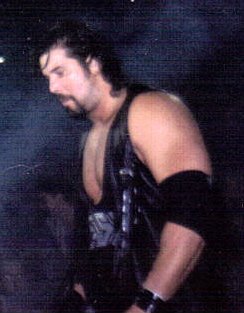
Kevin in 1994

In 1993 tekende Nash een contract met Vince McMahons WWF op verzoek van zijn beste vriend Shawn Michaels. Nash debuteerde op een house show op 6 juni 1993, waar hij Michaels assisteerde als bodyguard en het team versloeg Jannetty voor het WWF Intercontinental Championship. Nash nam de worstelnaam Diesel aan, en werd de heel bodyguard van Michaels.
Op 13 april 1994 won Diesel de Intercontinental Championship van Razor Ramon, mede dankzij de hulp van Michaels. Op 18 augustus 1994, versloeg het team nog de Headshrinkers om zo de WWF Tag Team Championship te winnen in Indianapolis (Indiana).
Maar het team verloor het vertrouwen in elkaar toen Michaels tot tweemaal toe Nash "per ongeluk" Superkickte. Op 23 november 1994 splitste het duo zich op, en werd Nash weer face.
Op 26 november 1994 versloeg Diesel Bob Backlund voor de WWF Championship in Madison Square Garden. Deze wedstrijd duurde amper 8 seconden. Michaels werd gefrustreerd omdat Diesel (zijn voormalige bodyguard) de WWF Championship kon pakken, en wilde absoluut de Royal Rumble in 1995 winnen. Dit lukte hem ook. Zo verkreeg Michaels de kans om op WrestleMania XI de WWF Championship te pakken tegen zijn voormalige bodyguard, de inmiddels immens populaire Diesel.
Op Wrestlemania XI verloor Michaels van Diesel. De avond erop werd Michaels verraden door zijn nieuwe bodyguard Sid. Diesel kwam te hulp wat leidde tot de reformatie van het team "Two Dudes With Attitude". Op 24 september 1995 in werden Diesel en Michaels uitgedaagd door Bret Hart en Yokozuna om de WWF World Tag Team titel op het spel te zetten voor de WWF en de WWF IC titel. Nadat Hart niet kwam opdagen werd hij vervangen door Davey Boy Smith.
Toen de match bezig was, arriveerde Hart aan de ring en was gepind door Diesel, maar de dag erna op de RAW van 25 september 1995 werden de tag team titels teruggegeven aan Hart en Yokozuna. Diesel behield zijn WWF-titel tot aan de Survivor Series van 1995, waar hij werd verslagen door Bret Hart.
Als 18de WWF Champion had Diesel de langste regeerperiode sinds Randy Savage zijn eerste regeerperiode tot John Cena zijn derde regeerperiode.
Volgend op zijn verlies begon Diesel een feud met Bret Hart als heel. Waar hij de runner-up werd in de Royal Rumble na een feud met The Undertaker en nog een korte feud met Shawn Michaels vertrok Diesel samen met Razor Ramon naar de WCW.

### nWo Tijdperk
Twee weken nadat Scott Hall op WCW verscheen en commentators, worstelaars en WCW uitlachte, verscheen Nash op 10 mei 1996 voor de eerste keer in een paar jaar terug op WCW. Het duo kwam bekend te staan als “De Buitenstaanders” of “The Outsiders”, een gimmick die hun beschouwde als indringers van de WWF. Op WCW Bash op het strand 1996 vochten Nash en Hall tegen het team van Sting, Lex Luger en Randy Savage. Voor de match beloofde het duo dat ze nog een derde lid hadden. Op het einde van de match werd duidelijk dat het derde lid Hulk Hogan was, en dat ze samen de stable nWo waren. Dankzij deze formatie stond WCW 84 opeenvolgende weken op de nr.1 van Wrestling Company.
In 1996 tot 1997 teamde Nash bijna steeds met zijn “real-life” vriend Scott Hall, als “The Outsiders” hebben ze bijna het ganse jaar de WCW World Tag Team Titels in hun bezit gehad. Kevin Nash toonde ook zijn leiderscapaciteiten in de nWo en bekwam een soort tweede in rang voor Hulk Hogan.
Nash, Hall en Waltman scheidde zich een beetje af van de rest van de nWo en noemden zichzelf “Wolfpac” in 1997. Na een tijd begon er een gevecht in de eigen ranken van de nWo tussen Hogan en Nash over het leiderschap van de nWo. Deze situatie liep volledig uit de hand op 20 april 1998 toen Nash tussenbeide kwam ten hulp van Savage voor de WCW World Heavyweight Championship match tussen Savage en Hulk Hogan. Vanaf dat moment werden er 2 aparte groepen binnen de nWo namelijk de nWo Hollywood met Hollywood Hogan (ook wel nWo Black ‘n White genaamd). En de nWo Wolfpac (ook wel Black ‘n Red) met Kevin Nash als leider.
nWo Wolfpac bestond dan op dat moment uit Randy Savage, Scott Hall, Curt Hennig en Konnan. Totdat een korte tijd later Hennig naar de nWo Hollywood zijde overstapte.
Daarna, tijdens een match van The Outsiders tegen Sting en The Giant, toen Hall zich tegen Nash keerde, stapte ook Hall over naar de andere kant. Gelukkig voor Nash kwamen Lex Luger en Sting vlug bij de nWo Wolfpac faction, zodat Nash zijn team nog even kon bestaan.
Nadat Sting de Giants zijde won van de Tag Team Titles op de Great American Bash in 1998 kwam Nash Sting zijn partner. Ze zouden de titels houden tot 20 juli 1998 tot wanneer ze verslagen waren door Hall en The Giant. Vanaf dan was Scott Hall Kevin Nash zijn doelwit, de feud kende zijn hoogtepunt op de Halloween Havoc 1998 wanneer Nash Hall tot tweemaal toe powerbombde maar hem weigerde de pinnen zodat Hall won op Count-Out.
Nash kende de maand erna nog een hoogtepunt in zijn carrière door de World War 3 te winnen die hem automatisch de “Nr 1 contender” maakte op Starrcade tegen Bill Goldberg.
Uiteindelijk won Nash de WCW World Heavyweight Titel tegen Goldberg dankzij tussenkomst van Hall waarna hij de dag erop op zeer controversiële wijze zijn titel verloor aan Hogan. Deze match wordt ook “The Fingerpoke of Doom” match genoemd omdat sinds dan de WCW bezig was aan zijn retour.

### Post nWo Periode
Backstage was Nash lid van het creatief team van WCW, maar de meesten twijfelden aan zijn talenten in zijn autobiografie “Controversy creates Ca$h” uit 2006 noemde Eric Bischoff Nash “Big Lazy” (naar referentie van zijn wrestlinggimmick Big Sexy). Voordien noemde de Honky Tonk Man Nash al zo op verschillende radio-interviews.
Nash zou de WCW World Heavyweight Championship nog eens winnen tegen DDP op het einde van het nWo tijdperk. Hij daagde Bret Hart vervolgens uit op The Tonight Show maar wanneer Owen stierf werd de match geannuleerd.
Nash zou het daarna in de zomer van 1999 opnemen tegen de teruggekeerde Randy Savage, die nu een nieuwe partner had, Sid Vicious. Nash verloor zijn titel in een tag team match op Bash At The Beach 1999, waarop Nash terug heel werd en zichzelf een team vormde met Sid en Rick Steiner tegen Hulk Hogan, Sting en Bill Goldberg, deze feud kende zijn hoogtepunt op Road Wild 1999 wanneer Nash een retirement match verloor tegen Hogan.
Op 4 oktober 1999 keerde Nash terug naar WCW samen met Nash en riep dat hij het team terug zou samen brengen. Dit zou leiden tot een nieuwe nWo met Jeff Jarrett, Hart, Hall en The Harris Brothers. Dit team duurde niet lang omwille van een career-ending blessure van Bret Hart, de leider van de groep, Nash zou de rest van 2000 feuden met Dory Funk Jr., Mike Awesome, Rick Steiner en Booker T.
Nash zou in het komende jaar nog 1 maal de WCW World Heavyweight en de WCW World Tag Team titels (met DDP als “The Insiders”) winnen. Hij zou ook nog de WCW Commissioner worden. En diende later nog als Coach//Mentor voor de nieuwelingen in de Natural Born Thrillers Stable.
In de laatste maanden had Nash nog een vete tegen de Natural Born Thrillers en Scott Steiner, maar later zou hij een retirement match verliezen tegen de laatst genoemde Scott Steiner. Hierop maakte Nash een einde aan WCW.

### Terugkeer naar WWF
Na maandenlange speculaties over hoe Nash mogelijk zou terugkeren naar de WWF nadat zijn AOL Time Warner contract afliep op 31 december 2001, keerden het nWo-trio Nash, Hall, Hogan terug naar de WWF op No Way Out 2002 op 17 februari 2002. Vince McMahon maakte al wekenlang voor het grote event duidelijk dat het trio zou terugkeren in een segment waar McMahon verklaarde dat hij de nWo heeft ingehuurd om de WWF kapot te maken.
Later op de avond zouden de nWo tussenkomen in een gevecht met Stone Cold Steve Austin en Chris Jericho, waarop sommige speculeerden dat Jericho misschien ook zou overstappen naar de nWo.
In maart 2002 kreeg Nash een biceps-blessure, dat hem aan de kant hield voor verschillende weken. Onmiddellijk na zijn blessure zou hij zijn quadriceps scheuren in een tag match op 8 juli 2002 op RAW. Na dit accident werd de nWo groepering opgegeven om Nash wat rust te gunnen.
Vele worstelfans beschouwden de terugkeer van de nWo naar de WWF overbodig, en sommige vonden dat WWF nooit Hall en Nash had mogen terugbrengen naar de WWF.
Nash zou terugkeren in april 2003 en zou onmiddellijk in conflict raken met Shawn Michaels tegen Triple H. Dit leidde tot een van Nash zijn beste wedstrijden ooit. De wedstrijd vond plaats op het Bad Blood 2003 in een Hell, met Mick Foley als gastscheidsrechter.
Nash verloor op augustus 2003 zijn haar in een Hair vs. Hair match tegen Chris Jericho (eerder bleek dat het een set-up was omdat Nash zijn haar moest afknippen voor een rol als “Russian” in The Punisher film). Zijn laatste worstelwedstrijd was in de Elimination Chamber match voor de World Heavyweight Championship tegen Bill Goldberg, Randy Orton, Shawn Michaels, Chris Jericho en Triple H.
Hij was de eerste die werd geëlimineerd. Later bleek dat hij een terugkerende schouderblessure had opgelopen. WWE besloot op 3 januari 2004 om zijn contract niet meer te verlengen.

### Total Non Stop Action Wrestling

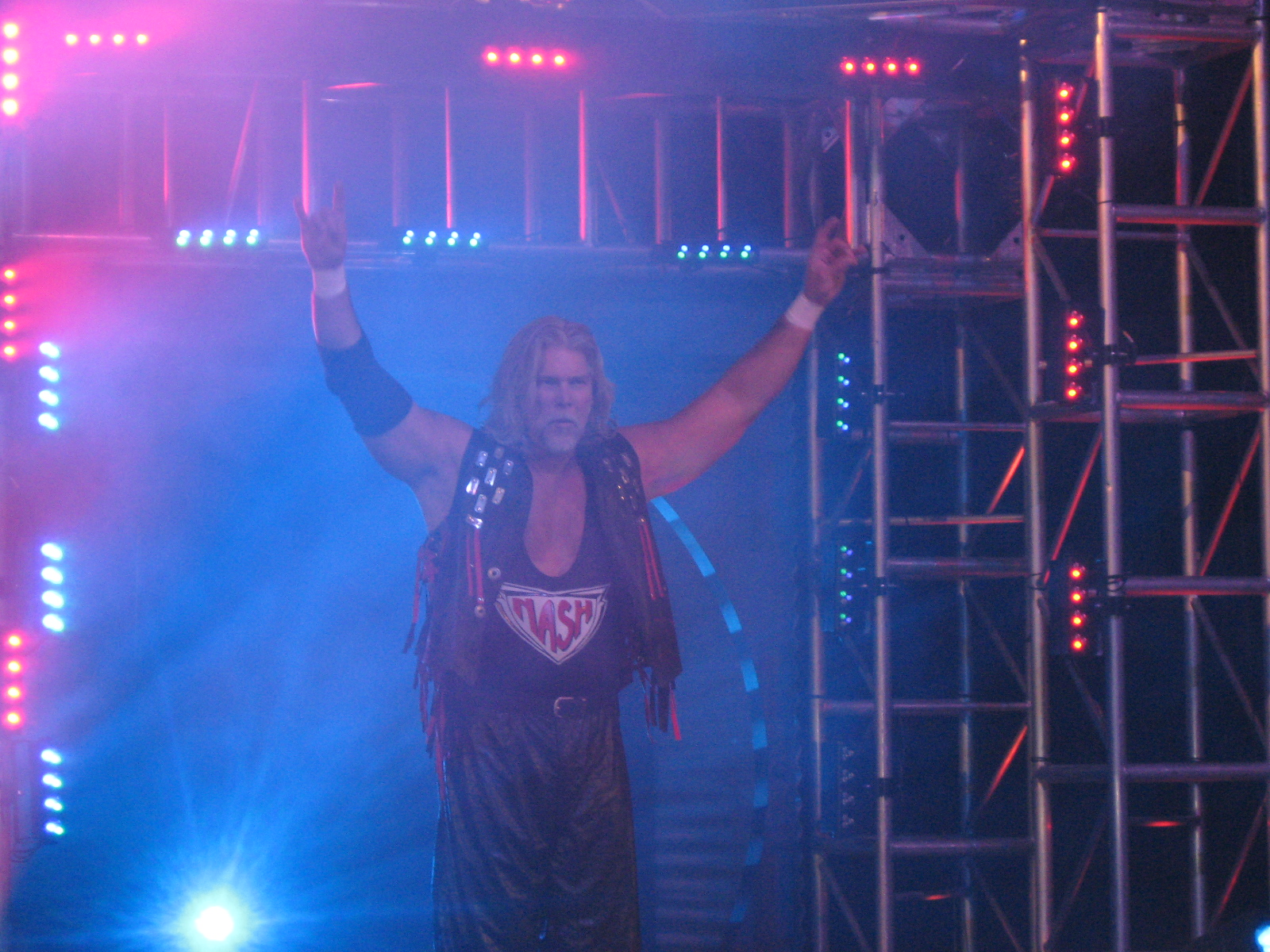
Nash in TNA

Nash debuteerde in Total Nonstop Action Wrestling (TNA) samen met Hall op TNA zijn eerste grote ppv op 7 november 2004, Victory Road genaamd. Hier hielp hij Jeff Jarrett in zijn titelwedstrijd tegen Jeff Hardy. Het trio Jarrett, Hall en Nash noemde zichzelf King Of Wrestling en begon een vete tegen Hardy en A.J. Styles.
Op Turning Point 2004 waren “The Kings Of Wrestling” verslegen door Hardy, Styles en Randy Savage in het tot nu toe grootste main-event ooit in de TNA.
Hall verliet TNA begin 2005 en Nash en Jarrett gingen uit elkaar toen Nash Jarett duidelijk maakte dat hij ooit de NWA World Heavyweight Championship zou willen winnen. Hij kreeg zijn kans op Against All Odds 2005 maar verloor omwille van een tussenkomst van The Outlaw.
Nash vormde vervolgens een team met Waltman en DDP tegen Planet Jarrett. Op Destination X verloor Nash tegen The Outlaw een first blood match omwille van tussenkomst van Jarrett.
Op 1 oktober 2005 keerde Kevin Nash terug. Hij viel Jeff Jarrett aan, en versloeg hem. Nash daagde Jarrett uit op een wedstrijd voor de NWA World heavyweight titel op Bound for glory, die plaatsvond op 23 oktober 2005. Deze wedstrijd vond echter nooit plaats omdat Nash de dag er voor werd opgenomen in het ziekenhuis. Later bleek dat Nash op Bound For Glory de NWA World Title zou winnen, maar het was uiteindelijk Rhyno die dankzij winst in de battle royal de NWA World Title te pakken kreeg.
Nash kwam even terug in december om wat wedstrijden te worstelen in Zuid-Afrika, maar was daarna niet meer gezien.
Op 27 april 2006 keerde Nash terug naar TNA waar hij bekendmaakte dat hij een privé-interview zou geven aan Alex Shelley. In dit interview vertelde hij Shelley dat hij de beste WWF World heavyweight champion ooit was en dat de X Division “Basically filler” vond. Later vertelde hij dat hij de X Division wilde vernietigen. Zijn eerste daad was het verslaan van Puma op Sacrifice. Later zouden ook Chris Sabin en andere X Division worstelaars slachtoffer worden van Nash. Op Slammiversary daagde Sabin Nash uit tot een gevecht. In de weken voor Slammiversary werd Sabin slachtoffer van genadeloze aanvallen van Nash, die werden gefilmd door Shelley. Ook maakte Nash gretig gebruik om de X Division belachelijk te maken. Zo had Nash een X Division match tegen een midget.
Kevin Nash won in zijn 2de match op televisie in een jaar tegen Chris Sabin. Later zou hij Sabin uitdagen in een TNA X Division Championship match, waar hij vertelde dat hij een speciale 840° Summersault had uitgevonden, maar raakte 1 dag voor het event Kayfabe geblesseerd zodat Shelley zijn plaats zou innemen. Shelley verloor de wedstrijd.
Achter de schermen was Nash geblesseerd omdat hij zijn contract bij de TNA wilde bespreken. Nash keerde terug voor Bound For Glory en maakte bekend dat hij op Bound For Glory de Kevin Nash Open X Division Gauntlet Battle Royal zou starten (de eerste werd gewonnen door Austin Starr.) Na zijn overwinning vormde Starr, Nash en Shelley de Paparazzi Productions.
Nash werkte dan met de X Division Sterren een wekelijks segment die bekend geraakte als “Paparazzi championship Series” (parodie op de Bowl Championship Series). Na de PCS deed Nash nog wat optredens met Dutt en Lethal, die hij “Paparazzi Idol” noemde. Nash kwam de manager van Jay Lethal tegen, en stelde hem voor om zijn gimmick te baseren op Wrestling Legende Randy “Macho man” Savage. Op Sacrifice 2007 liep het wel fout toen Dutt Nash schopte. Sinds dan kwam hij manager van The Motor City Machine Guns.
Hij veranderde kort erna zijn gimmick in Dr. Nash, waar hij optrad als relatie consulent voor Kurt Angle en Karen Angle. Na die gimmick begon hij ook de TNA World Heavyweight Champion Angle te helpen in zijn feud met Sting. Hij waarschuwde Angle en zei van Sting dat hij een waar demon was. Op Bound For Glory 2007 kwam Nash tussen in het gevecht tegen Sting voor de TNA World Heavyweight Championship, maar zijn hulp mocht niet helpen.
Op de volgende Impact verweet Angle Nash dat het zijn schuld is dat Angle de titel kwijt is, Nash zou de beschuldiging aan zijn adres niet nemen en powerbomde Angle in het midden van de ring.
In de rematch van bound for glory zou Nash op de voorste rij zitten. Nash hielp Angle terug, met succes. Na de overwinning zou Angle echter toch Nash weer aanvallen. Nash was woedend en ging backstage een title shot vragen op de volgende grote show. Jim Cornette weigerde deze wedstrijd plaats te laten vinden, en voegde in plaats een wedstrijd Angle & Nash tegen Sting met een partner van zijn keuze. Speculaties gingen rond dat de partner Hall was maar in plaats van Hall werd het Booker T.
Op Final Resolution verloren Samoa Joe en Nash een titelmatch voor de TNA World Tag Team Championship tegen Styles & Tomko, nadat Nash Joe in de steek liet, vanaf de opeenvolgende Impact! bleek dat Nash zou fungeren als Samoa Joes nieuwe mentor. Dankzij Nash zijn ervaringen leidde hij Samoa Joe tot de TNA World Heavyweight Championship.

### Terugkeer naar WWE (2011)
Op Royal Rumble 2011 keerde Nash terug en verscheen op de Royal Rumble match als Diesel. Een week later tekende hij een Legends contract. Op SummerSlam 2011 viel hij CM Punk aan nadat Punk het WWE Championship won. Daarna begon Nash een vete met Triple H. Nash bleef daar worstelen tot eind 2011.

## In het worstelen
- Als Kevin Nash
  - Finishers
    - Jackknife Powerbomb (Sheer drop release powerbomb)

  - Signature moves
    - Big boot
    - Chokeslam
    - Corner foot choke
    - One–armed pendulum backbreaker
    - Snake Eyes
    - Walking sidewalk slam

- Als Diesel
  - Finishers
    - Jackknife (Sheer drop release powerbomb)
    - Right–handed knockout punch

  - Signature moves
    - Big boot
    - Chokeslam
    - Corner foot choke
    - Pendulum backbreaker submission
    - Repeated knee strikes or repeated back elbow strikes to a cornered opponent
    - Snake Eyes
    - Walking sidewalk slam

- Managers
  - Merlin the Wizard
  - Shawn Michaels
  - Diamond Dallas Page
  - Ted DiBiase
  - Harley Race
  - Dusty Rhodes
  - Torrie Wilson
  - April Hunter
  - Jenna Morasca

- Worstelaars managed
  - Shawn Michaels
  - Kurt Angle
  - Samoa Joe
  - The Motor City Machine Guns (Chris Sabin & Alex Shelley)
  - Jay Lethal
  - Sonjay Dutt

- Bijnamen
  - "Big Daddy Cool" (WWF)
  - "Big Sexy" (WCW / WWE / TNA)
  - "The Silver Fox" (TNA)

## Prestaties
- Pro Wrestling Illustrated
  - PWI Most Improved Wrestler of the Year (1994)
  - PWI Match of the Year (1995) vs. Shawn Michaels op WrestleMania XI
  - PWI Tag Team of the Year (1997) met Scott Hall
  - PWI Wrestler of the Year (1995)

- Total Nonstop Action Wrestling
  - TNA World Tag Team Championship (1 keer met Eric Young (worstelaar) en Scott Hall)

- World Championship Wrestling
  - WCW World Heavyweight Championship (5 keer)
  - WCW World Tag Team Championship (9 keer; 6x met Scott Hall, 2x met Diamond Dallas Page en 1x met Sting)
  - WCW World War 3 (1998)
  - WCW Commissioner

- World Wrestling Federation
  - WWF Championship (1 keer)
  - WWF Intercontinental Championship (1 keer)
  - WWF Tag Team Championship (2 keer met Shawn Michaels)
  - Triple Crown Championship (3de)

- Wrestling Observer Newsletter awards
  - Most Improved (1994)
  - Most Overrated (1999, 2000)
  - Readers' Least Favorite Wrestler (2000)
  - Worst Gimmick (1991)
  - Worst Wrestler (1999, 2000)

## Acteercarrière
In 1991 maakte Nash zijn acteerdebuut in Teenage Mutant Ninja Turtles II: The Secret of the Ooze als de schurk Super Shredder. Hij had ook een kleine rol in de film Family Plan.
Nash was de eerste keus voor de rol van Sabretooth in de film X-Men, maar moest de rol afzeggen vanwege problemen met de planning. De rol werd overgenomen door zijn ex-tag team partner Tyler Mane.
Nash speelde mee als The Russian in de film Punisher uit 2004. In 2006 speelde hij mee in de films DOA: Dead or Alive als Bass Armstrong en in Grandma's Boy as a repoman. Hij speelde de stripper Tarzan in zowel Magic Mike (2012) als Magic Mike XXL (2015).